# Le Barp
Le Barp egy francia település Gironde megyében az Aquitania régióban. Lakosainak száma 5713 fő (2022. január 1.). A lakosait Barpais-nak nevezik

## Adminisztráció
Polgármesterek:
- 1989–2001 Guy Pellerin
- 2001–2006 Danièle Born (PS)
- 2007–2020 Christiane Dornon (UMP)

## Demográfia
| Lakosok száma | 958  | 2238 | 2584 | 4293 | 5118 | 5380 | 5506 | 5605 | 5625 | 5713 |
|               | 1968 | 1982 | 1990 | 2006 | 2013 | 2015 | 2017 | 2019 | 2020 | 2022 |

## Látnivalók
- A templom XVIII. századi harangja